# Paris-Mantes Cycliste
Paris-Mantes Cycliste oder auch bekannt als Paris-Mantes-en-Yvelines war ein französisches Eintagesrennen im Straßenradsport, welches in der Region Île-de-France ausgetragen wird. Seit 2005 war das Rennen Teil der UCI Europe Tour.

## Strecke
Die 74. Austragung des Rennens fand auf einer Strecke von 172,9 Kilometern zwischen dem Startort Orgeval und dem Zielort Mantes-la-Jolie statt.

## Namensgebung und Organisation
Das Rennen wurde 1945 unter dem Namen Paris-Mantes ins Leben gerufen. Danach wurde es als Paris-Mantes-en-Yvelines ausgetragen. Im Jahr 2020 wurde das Rennen auf Antrag der Gemeinde Mantes-la-Jolie in Paris-Mantes Cycliste umbenannt. Das Rennen wird von der l'Association Sportive Mantaise (ASM) organisiert.

## Palmarès
| Jahr                            | Erster                           | Zweiter                          | Dritter                          |
| ------------------------------- | -------------------------------- | -------------------------------- | -------------------------------- |
| 1945                            | Émile Carrara                    | Henri Defraire                   | Roger Prevotal                   |
| 1946                            | Jean Ferrand                     | Charles Coste                    | René Le Boulanger                |
| 1947                            | Louis Longo                      | Jean Baldassari                  | Guy Solente                      |
| 1948                            | Roger Hureaux                    | Jacques Prevotal                 | Marcel Charpentier               |
| 1949                            | Nello Sforacchi                  | Marcel Ranc                      | Jean Mazzoleni                   |
| 1950                            | Valentin Gerussi                 | René Cador                       | André Vagner                     |
| 1951                            | Jacques Decroix                  | Kresiak                          | Bernard Bourgeot                 |
| 1952                            | Maurice Le Boulch                | Jacques Bunel                    | Michel Bon                       |
| 1953                            | Gérard Pujol                     | Marcel Michel                    | Georges Roux                     |
| 1954                            | Pierre Brun                      | Charles Lajoie                   | Michel Vermeulin                 |
| 1955                            | Orphée Meneghini                 | Pierre Brun                      | André Alvarez                    |
| 1956                            | Keine Austragung                 | Keine Austragung                 | Keine Austragung                 |
| 1957                            | René Pavard                      | Peynaud                          | Jean-Claude Lecante              |
| 1958                            | Claude Omnes                     | Gilbert Lasseron                 | Robert Sciardis                  |
| 1959                            | Alain Le Grèves                  | Claude Delamain                  | Azevedo Maia                     |
| 1960                            | Bernard Launois                  | Henri Duez                       | Jacques Rebiffe                  |
| 1961                            | Bernard Brian                    | Aimé Le Gouallec                 | Jean-Pierre Van Haverbeke        |
| 1962                            | Pierre Martin                    | John Geddes                      | Jean Hoffmann                    |
| 1963                            | Jean Arzé                        | Aimable Denhez jr.               | Pierre Jacquelot                 |
| 1964                            | Michel Goeury                    | Byers                            | Hinault                          |
| 1965                            | Bernard Guyot                    | Jean-Claude Maroilleau           | Jean-Pierre Puccianti            |
| 1966                            | Christian Moreau                 | Jean-Pierre Puccianti            | Jean Croquison                   |
| 1967                            | Robert Bouloux                   | Mohamed El Gourch                | Gérard Demont                    |
| 1968                            | Francis Perez                    | Henk Hiddinga                    | Jean-Jacques Cornet              |
| 1969                            | Gérard Briend                    | Bernard Dupuch                   | Jackie Quentin                   |
| 1970                            | Paul-Louis Combes                | Alain Racape                     | Jean-Claude Blocher              |
| 1971                            | Régis Ovion                      | André Corbeau                    | Paul-Louis Combes                |
| 1972                            | Patrick Béon                     | Jacques Boulas                   | Rachel Dard                      |
| 1973                            | Michel Demore                    | Alain Meslet                     | Marc Merdy                       |
| 1974                            | Hubert Linard                    | Bernard Vallet                   | Jean Chassang                    |
| 1975                            | Rachel Dard                      | Gérard Colinelli                 | Michel Herbault                  |
| 1976                            | José Beurel                      | Michel Herbault                  | Jean-Luc Blanchardon             |
| 1977                            | Didier Bourrier                  | Jean-Pierre Bouteille            | Marc Merdy                       |
| 1978                            | Denis Bonnin                     | Yves Carbonnier                  | Bernard Pineau                   |
| 1979                            | Hervé Desriac                    | Philippe Badouard                | Plaut                            |
| 1980                            | Philippe Badouard                | Stephen Roche                    | Hans-Henrik Ørsted               |
| 1981                            | Alain Gallopin                   | Fabien De Vooght                 | Laurent Fignon                   |
| 1982                            | Philippe Lauraire                | Thierry Barrault                 | Franck Pineau                    |
| 1983                            | Philippe Bouvatier               | Laurent Eudeline                 | Bruno De Santi                   |
| 1984                            | François Lemarchand              | Alain Leigniel                   | Thierry Casas                    |
| 1985                            | Bruno Huger                      | Thierry Casas                    | Stéphane Guay                    |
| 1986                            | Claude Carlin                    | Marc Poncel                      | Philippe Goubin                  |
| 1987                            | Wayne Bennington                 | Hervé Desriac                    | Franck Petiteau                  |
| 1988                            | Gérard Aviègne                   | Pascal Rota                      | Thierry Dupuy                    |
| 1989                            | Henryk Krawczyk                  | Richard Virenque                 | René Foucachon                   |
| 1990                            | André Urbanek                    | Jean-Philippe Dojwa              | Jean-Cyril Robin                 |
| 1991                            | Sławomir Krawczyk                | Denis Moretti                    | Jérôme Gourgousse                |
| 1992                            | Jaan Kirsipuu                    | Lauri Aus                        | Conor Henry                      |
| 1993                            | Gilles Bouvard                   | Bernard Jousselin                | Franck Morelle                   |
| 1994                            | Christophe Moreau                | Thierry Ferrer                   | Gilles Maignan                   |
| 1995                            | Éric Frutoso                     | Pierrick Gillereau               | Vincent Templier                 |
| 1996                            | Bruno Boscardin                  | Pascal Peyramaure                | Thierry Marichal                 |
| 1997                            | Jaan Kirsipuu                    | Stéphane Barthe                  | Damien Nazon                     |
| 1998                            | Lénaïc Olivier                   | Ludovic Martin                   | Cédric Loué                      |
| 1999                            | Grégory Lapalud                  | Cédric Van Overschelde           | Grégory Faghel                   |
| 2000                            | Dawid Krupa                      | Grégory Faghel                   | Jérôme Bouchet                   |
| 2001                            | Jérôme Pineau                    | Yuriy Krivtsov                   | Łukasz Bodnar                    |
| 2002                            | Ryder Hesjedal                   | Rony Martias                     | Łukasz Bodnar                    |
| 2003                            | Serge Canouet                    | Benoît Geoffroy                  | Cyril Lemoine                    |
| 2004                            | William Bonnet                   | Dominique Rollin                 | Fabrice Jeandesboz               |
| UCI Europe Tour 1.2             |                                  |                                  |                                  |
| 2005                            | Maxime Méderel                   | Jonathan Hivert                  | Renaud Pioline                   |
| 2006                            | Alexander Serov                  | Thierry David                    | Alexandre Sabalin                |
| 2007                            | Niels Brouzes                    | Maxime Méderel                   | Mathieu Drujon                   |
| 2008                            | Florian Morizot                  | Guillaume Blot                   | Mathieu Simon                    |
| 2009                            | Pierre Drancourt                 | Hannes Blank                     | Benjamin Giraud                  |
| 2010                            | Yoann Bagot                      | Jérémy Ortiz                     | Pierre Drancourt                 |
| 2011                            | Pierre Drancourt                 | Johan Le Bon                     | Jean-Marc Bideau                 |
| 2012                            | Alex Meenhorst                   | Romain Mathéou                   | Florian Bissinger                |
| 2013                            | Nicolas Baldo                    | Benoît Daeninck                  | Gert Lodewijks                   |
| 2014                            | David Menut                      | Cyrille Patoux                   | Romain Combaud                   |
| 2015                            | Nicolas Baldo                    | Erwann Corbel                    | Romain Barroso                   |
| 2016                            | Paul Ourselin                    | Ronan Racault                    | Mickaël Guichard                 |
| 2017                            | Fabien Canal                     | Clément Patat                    | Clément Penven                   |
| 2018                            | Gianni Marchand                  | Baptiste Constantin              | Florian Maitre                   |
| Épreuve courue par les amateurs |                                  |                                  |                                  |
| 2019                            | Aurélien Le Lay                  | Ronan Racault                    | Adrià Moreno                     |
| UCI Europe Tour 1.2             |                                  |                                  |                                  |
| 2020                            | wegen COVID-19-Pandemie abgesagt | wegen COVID-19-Pandemie abgesagt | wegen COVID-19-Pandemie abgesagt |
| 2021                            | Maxime Jarnet                    |                                  |                                  |